# Ekin Koç

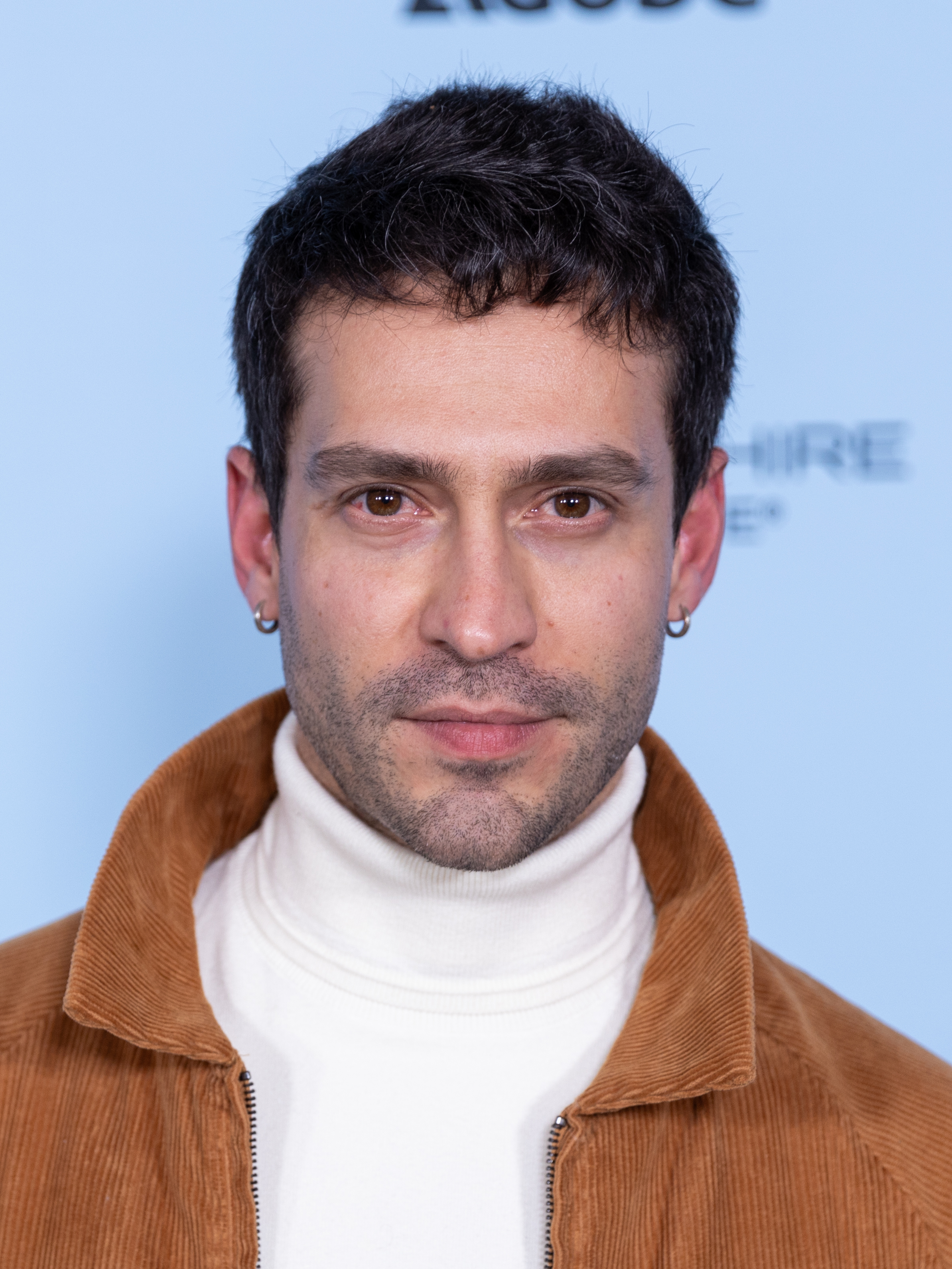
Ekin Koç (2025)

Ekin Koç (* 21. Juni 1992 in Antalya) ist ein türkischer Filmschauspieler.

## Leben
Ekin Koç wurde 1992 in Antalya geboren. Nach dem Besuch der Aldemir Atilla Konuk Anatolian High School in Antalya begann er ein Studium der Betriebswirtschaftslehre an der Istanbul Bilgi University. Im Jahr 2013 war er als Schauspieler in der Fernsehserie I’ll Give You a Secret, ab 2014 in der Serie Benim Adim Gultepe und ab 2015 in insgesamt 26 Folgen von Muhteşem Yüzyıl: Kösem zu sehen. Seine Schauspielausbildung erhielt er von Vahide Perçin an der Half Art Academy.
In dem Film Ali & Nino – Weil Liebe keine Grenzen kennt von Asif Kapadia aus dem Jahr 2016, einer Verfilmung des Romans Ali & Nino von Kurban Said, spielte Koç an der Seite von Halit Ergenç in einer Nebenrolle Mehmet. In dem Liebesdrama Bizim Için Sampiyon von Ahmet Katiksiz von 2018 war er in der Hauptrolle von Halis zu sehen. In dem Filmdrama Brother’s Keeper von Ferit Karahan spielte er den Lehrer Selim. Ebenfalls eine Hauptrolle erhielt er in dem Politthriller Burning Days von Emin Alper, der im Mai 2022 bei den Filmfestspielen in Cannes seine Premiere feierte.

## Filmografie
- 2011: Devrimden sonra
- 2014: Benim Adim Gultepe (Fernsehserie, 8 Folgen)
- 2015–2016: Muhteşem Yüzyıl: Kösem (Fernsehserie, 26 Folgen)
- 2015: Senden Bana Kalan
- 2016: Ali & Nino – Weil Liebe keine Grenzen kennt (Ali and Nino)
- 2017–2018: Hayat Sirlari (Fernsehserie, 11 Folgen)
- 2018–2019: Bozkir (Fernsehserie, 10 Folgen)
- 2018: Bizim Için Sampiyon
- 2020–2021: Uyanış: Büyük Selçuklu  (Fernsehserie, 34 Folgen)
- 2021: Brother’s Keeper (Okul Tıraşı)
- 2021–2022: Üç Kurus (Fernsehserie, 28 Folgen)
- 2022: Burning Days
- 2023: Sen İnandir – ich möchte dir glauben (Sen İnandir)
- 2024: Tas Kagit Makas (Fernsehserie, 19 Folgen)
- 2025: The Things You Kill

## Auszeichnungen
Filmfestival in Antalya
- 2021: Nominierung als Bester Nebendarsteller (Brother’s Keeper)